# بخش سریکاکولم
بخش سریکاکولم  (به انگلیسی: Srikakulam district) یک بخش در هند است که در آندرا پرادش واقع شده‌است.